# Southern League Cup (Škotska)
Southern League Cup je bilo klupsko nogometno kup natjecanje u Škotskoj, igrano od 1940. do 1946. godine. 

## O natjecanju
Za vrijeme Drugog svjetskog rata u Škotskoj su prekinuta odigravanja nogometne lige pod organiziranjem "Scottish Football League" i kupa. Stoga su uvedena zamjenska natjecanja. U sezoni 1939./40. su igrane "Regional League West" i "Regional League East" te "War Emergency Cup". Od sezone 1940./41. najvažnije lige su bile "Southern League" i "North Eastern League", sa svojim kupovima. 

Southern League Cup je igran za članove "Southern League". Kako je u ligi bilo 16 klubova, igrano je prvo u četiri grupe s četiri kluba (6 kola). Pobjednici grapa bi se plasirali u poluzavršnicu. U sezoni 1945./46. su se "Southern League" priključili i klubovi "North Eastern League", kao i ostali klubovi koji su bili ili u mirovanju, ili članovi drugih liga. U ovoj sezoni je "Souther League" igrana u dvije lige ("A Division" – 16 klubova i "B Division" – 14 klubova), te je "Southern League Cup" igran u osam skupina, od kojih su po prve četiri skupine imale članove "A Division", a druge četiri članove "B Division". Pobjednici skupina su se plasirali u četvrtzavršnicu. 
 
Završnice kupa su igrane u Glasgowu na Hampden Parku. U dvije završnice je nakon neriješenog rezultata pobjednik odlučen većim brojem kornera. 
 
U sezoni 1946./47., završetkom rata, je nastavljeno normalno odigravanje nogometnih natjecanja. 
  
Prtema načinu odigravanja "Southern League Cupa" je u sezoni 1946./47. pokrenut i Škotski Liga kup (engl. "Scottish League Cup"), koji se i danas održava. 

## Završnice
| sezona    | datum                               | pobjednik | rezultat završnice | poraženi            | napomene                                                 |
| --------- | ----------------------------------- | --------- | ------------------ | ------------------- | -------------------------------------------------------- |
| 1940./41. | 10. svibnja 1941. 17. svibnja 1941. | Rangers   | 1:1 4:2            | Heart of Midlothian |                                                          |
| 1941./42. | 9. svibnja 1942.                    | Rangers   | 1:0                | Morton              |                                                          |
| 1942./43. | 12. svibnja 1943.                   | Rangers   | 1:1 (11:3 korneri) | Falkirk             | "Rangers" pobjednik radi većeg broja osvojenih kornera   |
| 1943./44. | 20. svibnja 1944.                   | Hibernian | 0:0 (6:5 korneri)  | Rangers             | "Hibernian" pobjednik radi većeg broja osvojenih kornera |
| 1944./45. | 12. svibnja 1945.                   | Rangers   | 2:1                | Motherwell          |                                                          |
| 1945./46. | 11. svibnja 1946.                   | Aberdeen  | 3:2                | Rangers             |                                                          |

### Klubovi po uspješnosti
| ¨klub               | sjedište   | pobjednik | poraženi | ukupno | napomene                                                                           |
| ------------------- | ---------- | --------- | -------- | ------ | ---------------------------------------------------------------------------------- |
| Rangers             | Glasgow    | 4         | 2        | 6      | također se spomiju i kao "Glasgow Rangers" 2012. godine bankrotirali i reformirani |
| Aberdeen            | Aberdeen   | 1         |          | 1      |                                                                                    |
| Hibernian           | Edinburgh  | 1         |          | 1      |                                                                                    |
| Falkirk             | Falkirk    |           | 1        | 1      |                                                                                    |
| Greenock Morton     | Greenock   |           | 1        | 1      | "Morton"                                                                           |
| Heart of Midlothian | Edinburgh  |           | 1        | 1      | ponekad se spominju kao "Hearts"                                                   |
| Motherwell          | Motherwell |           | 1        | 1      |                                                                                    |

## Unutrašnje poveznice
- Škotski Premiership
- Škotski FA kup
- Škotski Liga kup
- Football League War Cup

## Vanjske poveznice
- Brian McColl: SCOTTISH FOOTBALL HISTORICAL ARCHIVE